# Leichhardt (rzeka)
Leichhardt – rzeka okresowa w Australii, w stanie Queensland. Ma 480 km długości. Wypływa w pobliżu miejscowości Mary Kathleen. Płynie w kierunku północnym, uchodzi do Zatoki Karpentaria. W 2009 roku koncern górniczy Xstrata zainwestował trzy miliony dolarów australijskich w rekultywację rzeki. Podczas prac z koryta rzeki usunięto 40000 ton materiału. Wzdłuż koryta rzeki prowadzone są wykopaliska w celu odkrycia skamieniałości. W 2011 roku paleontolodzy odkryli czaszkę niezidentyfikowanego wymarłego torbacza.